# Trzymamy straż
Trzymamy straż – polska pieśń żołnierzy Korpusu Ochrony Pogranicza.

## Słowa
Trzymamy straż, trzymamy straż
U naszych ziem rubieży.
Śpiewa nam dumny sztandar nasz
Sławę kresowych rycerzy.
Czuwamy w dzień, czuwamy w noc
Karabin dzierżąc w dłoni.
Nie mięknie hart, nie słabnie moc
W potyczkach, ani w pogoni.
Trwamy, gotowi gradem kul
Odeprzeć złe napady.
Biegną wśród błot i puszcz i pól
Patroli naszych ślady.
Każdy graniczny Polski słup
Przez trud nasz utwierdzony.
Żelazny nasz żołnierski ślub
Do końca wypełniony.
Trzymamy straż, trzymamy straż
U naszych ziem rubieży.
Śpiewa nam dumny sztandar nasz
Sławę kresowych rycerzy.